# Кырынтылы, Серкан
Серкан Кырынтылы (тур. Serkan Kırıntılı; род. 15 февраля 1985, Адана) — турецкий футболист, вратарь.

## Карьера
Вратарь начал обучаться в местной юношеской команде «Аданаспор», в 17 лет попал в состав команды и, отыграв один сезон, в 2005 году перешёл в «Анкарагюджю», команда в основном играла в первом дивизионе.
31 августа 2010 году Серкан был куплен клубом «Фенербахче». Дебютировал 4 сентября 2010 года в Кубке «Сивасспор» в честь годовщины клуба «Сивасспор», отстояв 90 минут и не пропустив ни одного мяча.

## Достижения
«Фенербахче»
- Чемпион Турции: 2010/11
- Обладатель Кубка Турции: 2011/12